# Нуцлео Батистела (Тревизо)
Нуцлео Батистела је насеље у Италији у округу Тревизо, региону Венето.
Према процени из 2011. у насељу је живело 12 становника. Насеље се налази на надморској висини од 12 м.